# Santa Maria Assunta al Gianicolo
Santa Maria Assunta al Gianicolo, även benämnd Maria Santissima Assunta in Cielo, är en kyrkobyggnad i Rom, helgad åt Jungfru Maria och särskilt åt hennes himmelsfärd. Kyrkan är belägen vid Via delle Mantellate på Janiculums sluttning i Rione Trastevere och tillhör församlingen Santa Maria in Traspontina.

## Kyrkans historia
År 1820 införskaffade prästen don Antonio Muccioli (1784–1842) en trädgårdstomt vid Via delle Mantellate och lät där uppföra ett kapell, helgat åt Jungfru Marie himmelsfärd. Kapellet hade som syfte att till tillbedjan och bön samla ungdomar, vilka hade tagit emot första kommunionen i Santa Francesca Romana a Ponte Rotto eller därstädes deltagit i andliga övningar. Trädgården var avsedd för meningsfulla sysselsättningar för ungdomarna. Don Mucciolis intention var att dessa ungdomar genom bön och konstruktiva fritidsaktiviteter skulle växa i den katolska tron och ta ett socialt ansvar. År 1824 överlämnade don Muccioli kapellet åt den pastorala institutionen Opera Pia di Ponte Rotto. Under slutet av 1800-talet inrättades i kapellet katekesskolan San Giuseppe.
Åren 1980–1983 genomfördes en genomgripande restaurering av Santa Maria Assunta och kyrkan återöppnades 1984. En inskriptionstavla hugfäster minnet av denna tilldragelse.
På arkitraven till trädgårdens ingångsportal står det:
Nedanför denna inskrift sitter en plakett med följande text:
Kyrkans exteriör uppvisar bland annat ett stort lynettfönster. Den treskeppiga interiören är ritad i klassicerande stil. Väggarna har reliefer föreställande stationerna längs med Jesu Via Crucis. Altaret har förgyllda sniderier med Mariaemblemet samt ros- och liljekvistar. Själva altaruppsatsen med lisener har målningen Jungfru Maria och Barnet. Den tidigare altarmålningen, Jungfru Marie himmelsfärd, stals i samband med restaureringsarbetena åren 1980–1983.